# Силламяэская Ваналиннаская школа
Силламя́эская Ванали́ннаская школа (эст. Sillamäe Vanalinna kool) — это основная общеобразовательная школа с русским языком обучения, расположенная в городе Силламяэ Ида-Вируского уезда Эстонской Республики. Является самой большой школой города по числу учеников, а также самой старой действующей в городе школой.

## История
- 1 сентября 1965 год — школа была открыта с названием «Школа № 3». По проекту она была рассчитана на 1040 учеников.
- 1998 год — школа получила название «Vanalinna kool» (с эст. «школа старого города»).
- 2000 год — была объединена с силламяэской школой № 2 и стала единственным средним образовательным учреждением в регионе, работающим в двух зданиях.
- 2007 год — учебная часть вновь сосредоточена в одном здании бывшей «школы № 3».[3]
- До 2012 года являлась средней школой (обучение с 1 по 12 классы)
- С 1 сентября 2012 года — основная школа (с 1 по 9 класс)[4]

## Деятельность
- С 1992 года в школе действует международная программа по углублённому изучению английского языка «English for Life» (EFL)
- Детский хор школы является постоянным участником местных и региональных мероприятий, в том числе Эстонский праздник песни
- Школьный театр «ArtLine» занимает высокие места на различных конкурсах[5]
- В 2012 году школа заняла 94 место (из 240) по результатам государственных экзаменов среди школ Эстонии.[6]